# Cecharismena

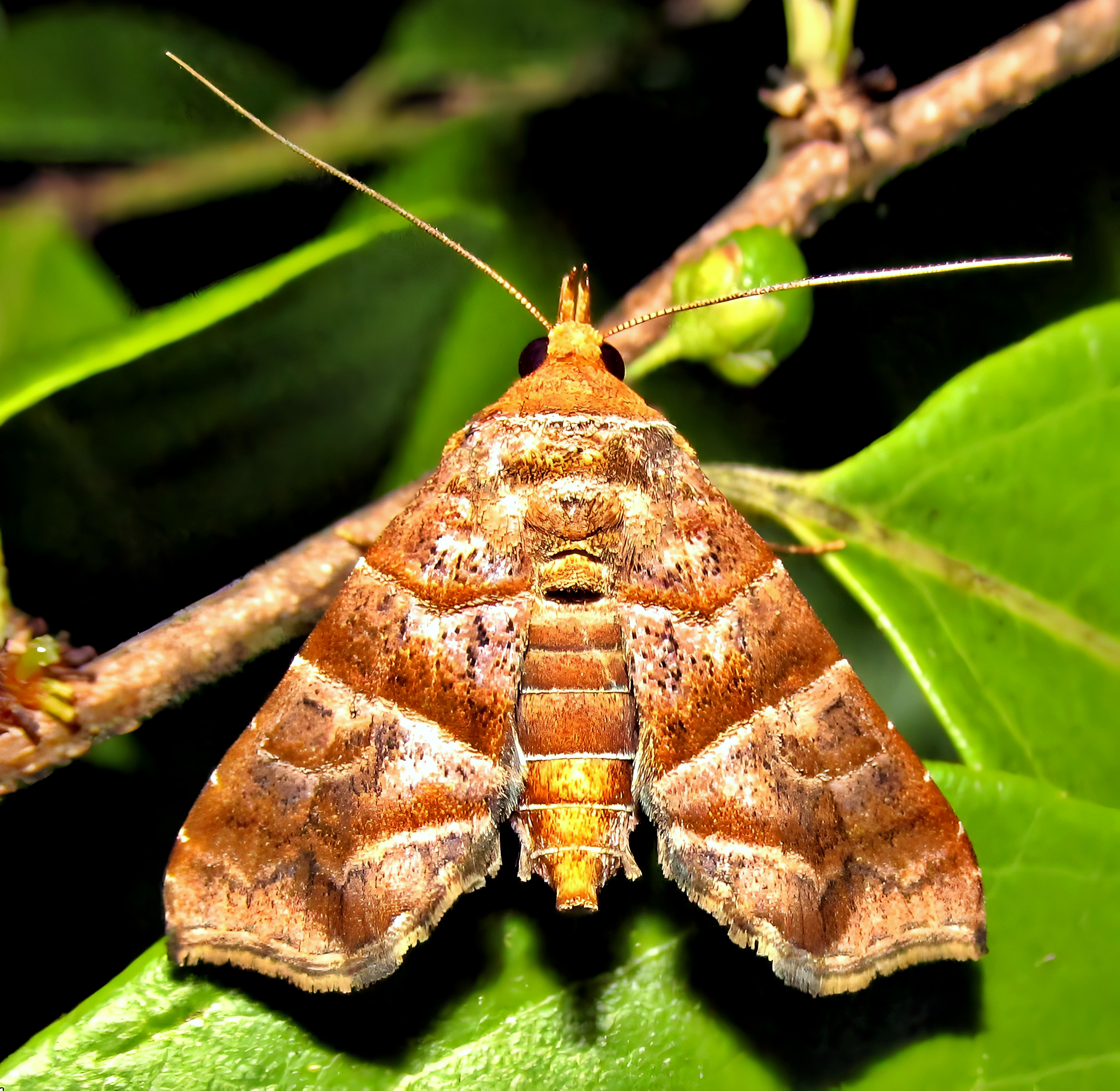
Cecharismena

Cecharismena es un género de lepidópteros de la familia Erebidae. Es originario de América.

## Especies
- Cecharismena abarusalis Walker, 1859
- Cecharismena anartoides (Walker, 1865)
- Cecharismena cara Möschler, 1890
- Cecharismena jalapena (Schaus, 1906)
- Cecharismena nectarea Möschler, 1890